# Ryan Christie
Ryan Christie (Inverness, Escocia, 22 de febrero de 1995) es un futbolista británico que juega de centrocampista en el AFC Bournemouth de la Premier League de Inglaterra.

## Trayectoria
A los 10 años se unió a las categorías inferiores del Inverness Caledonian Thistle F. C., club de su ciudad natal, y para la temporada 2013-14 ascendió al primer equipo. Debutó el 29 de diciembre de 2013 ante el Celtic F. C. en un encuentro de Scottish Premiership. En su segunda temporada, ayudó al equipo a conquistar la Copa de Escocia después de derrotar por 2-1 al Falkirk F. C. en la final.
Precisamente el Celtic, equipo ante el que debutó, hizo oficial su fichaje, el 1 de septiembre de 2015, para las siguientes cuatro temporadas, aunque la primera de ellas la continuaría en su club de procedencia como cedido. Sin embargo, en el mes de diciembre se canceló la cesión y en enero se incorporó al conjunto de Glasgow, debutando el día 23 de ese mismo mes en una victoria 3-1 ante el St. Johnstone F. C. después de sustituir a Stuart Armstrong en los últimos minutos del encuentro. Un año después de ese momento, fue prestado al Aberdeen F. C. lo que restaba de temporada, préstamo que se extendió en junio un año más después de que Jonny Hayes fichara por el equipo de Glasgow.
El 31 de agosto de 2021 abandonó el Celtic F. C. después de llegar a un acuerdo para su traspaso con el AFC Bournemouth, equipo con el que firmó por tres años. En el primero de ellos lograron el ascenso a la Premier League dos campañas después de haber perdido la categoría. En el segundo ayudó al equipo a conseguir la permanencia y en noviembre de 2023, dos meses antes de disputar su partido número cien desde su llegada, renovó su contrato hasta 2027.

## Selección nacional
El 30 de octubre de 2017 fue convocado por primera vez con la selección de Escocia para un amistoso ante los Países Bajos que debía celebrarse el 9 de noviembre. Debutó en ese mismo encuentro jugando los 90 minutos en los que se impuso el conjunto neerlandés gracias a un solitario gol de Memphis Depay. Dos años después, el 16 de noviembre de 2019, anotó su primer gol con el combinado nacional en la victoria por 1-2 ante Chipre en un partido de clasificación para la Eurocopa 2020.
El 12 de noviembre de 2020 marcó el único tanto de Escocia en el encuentro ante Serbia que el combinado escocés venció en los penaltis para clasificarse para la Eurocopa 2020, torneo para el que fue convocado en mayo del año siguiente. Tres años después también lograron la clasificación para la Eurocopa 2024, volvió a ser citado para participar en la competición y, como sucediera en la edición anterior, fueron eliminados en la primera fase habiendo sumado un único punto.

### Participaciones en Eurocopas
| Copa          | Sede     | Resultado    | Partidos | Goles |
| ------------- | -------- | ------------ | -------- | ----- |
| Eurocopa 2020 | Europa   | Primera fase | 1        | 0     |
| Eurocopa 2024 | Alemania | Primera fase | 3        | 0     |

## Estadísticas

### Clubes
Actualizado al último partido disputado el 2 de abril de 2025.
| Club                                      | Div.          | Temporada     | Liga  | Liga  | Copas nacionales | Copas nacionales | Copas internacionales | Copas internacionales | Total | Total |
| Club                                      | Div.          | Temporada     | Part. | Goles | Part.            | Goles            | Part.                 | Goles                 | Part. | Goles |
| ----------------------------------------- | ------------- | ------------- | ----- | ----- | ---------------- | ---------------- | --------------------- | --------------------- | ----- | ----- |
| Inverness Caledonia Thistle F. C. Escocia | 1.ª           | 2013-14       | 15    | 3     | 2                | 0                | —                     | —                     | 17    | 3     |
| Inverness Caledonia Thistle F. C. Escocia | 1.ª           | 2014-15       | 35    | 4     | 7                | 0                | —                     | —                     | 42    | 4     |
| Inverness Caledonia Thistle F. C. Escocia | 1.ª           | 2015-16       | 13    | 3     | 2                | 0                | 2                     | 0                     | 17    | 3     |
| Inverness Caledonia Thistle F. C. Escocia | Total club    | Total club    | 63    | 10    | 11               | 0                | 2                     | 0                     | 76    | 10    |
| Celtic F. C. Escocia                      | 1.ª           | 2015-16       | 5     | 1     | 1                | 0                | —                     | —                     | 6     | 1     |
| Celtic F. C. Escocia                      | 1.ª           | 2016-17       | 5     | 1     | 1                | 0                | 1                     | 0                     | 7     | 1     |
| Aberdeen F. C. Escocia                    | 1.ª           | 2016-17       | 13    | 6     | 2                | 1                | —                     | —                     | 15    | 7     |
| Aberdeen F. C. Escocia                    | 1.ª           | 2017-18       | 32    | 4     | 7                | 2                | 4                     | 2                     | 43    | 8     |
| Aberdeen F. C. Escocia                    | Total club    | Total club    | 45    | 10    | 9                | 3                | 4                     | 2                     | 58    | 15    |
| Celtic F. C. Escocia                      | 1.ª           | 2018-19       | 23    | 9     | 5                | 2                | 10                    | 0                     | 38    | 11    |
| Celtic F. C. Escocia                      | 1.ª           | 2019-20       | 24    | 11    | 7                | 3                | 14                    | 7                     | 45    | 21    |
| Celtic F. C. Escocia                      | 1.ª           | 2020-21       | 34    | 5     | 3                | 1                | 9                     | 1                     | 46    | 7     |
| Celtic F. C. Escocia                      | 1.ª           | 2021-22       | 4     | 0     | —                | —                | 5                     | 1                     | 9     | 1     |
| Celtic F. C. Escocia                      | Total club    | Total club    | 95    | 27    | 17               | 6                | 39                    | 9                     | 151   | 42    |
| AFC Bournemouth Inglaterra                | 2.ª           | 2021-22       | 38    | 3     | 1                | 0                | —                     | —                     | 39    | 3     |
| AFC Bournemouth Inglaterra                | 1.ª           | 2022-23       | 32    | 1     | 4                | 1                | —                     | —                     | 36    | 2     |
| AFC Bournemouth Inglaterra                | 1.ª           | 2023-24       | 37    | 0     | 6                | 1                | —                     | —                     | 43    | 1     |
| AFC Bournemouth Inglaterra                | 1.ª           | 2024-25       | 29    | 2     | 3                | 0                | —                     | —                     | 32    | 2     |
| AFC Bournemouth Inglaterra                | Total club    | Total club    | 136   | 6     | 14               | 2                | 0                     | 0                     | 150   | 8     |
| Total carrera                             | Total carrera | Total carrera | 339   | 53    | 51               | 11               | 45                    | 11                    | 435   | 75    |
| 1. 2.                                     |               |               |       |       |                  |                  |                       |                       |       |       |

## Palmarés

### Títulos nacionales
| Título                     | Club                               | País    | Año     |
| -------------------------- | ---------------------------------- | ------- | ------- |
| Copa de Escocia            | Inverness Caledonian Thistle F. C. | Escocia | 2014-15 |
| Scottish Premiership       | Celtic F. C.                       | Escocia | 2015-16 |
| Copa de la Liga de Escocia | Celtic F. C.                       | Escocia | 2016-17 |
| Copa de la Liga de Escocia | Celtic F. C.                       | Escocia | 2018-19 |
| Scottish Premiership       | Celtic F. C.                       | Escocia | 2018-19 |
| Copa de Escocia            | Celtic F. C.                       | Escocia | 2018-19 |
| Copa de la Liga de Escocia | Celtic F. C.                       | Escocia | 2019-20 |
| Scottish Premiership       | Celtic F. C.                       | Escocia | 2019-20 |
| Copa de Escocia            | Celtic F. C.                       | Escocia | 2019-20 |